# لیستون، اسکس
لیستون (به انگلیسی: Liston) یک روستا و محله مدنی در بریتانیا است که در Braintree واقع شده‌است.